# Lineage 2: Revolution
Lineage 2: Revolution est un jeu de rôle en ligne massivement multijoueur (MMORPG) développé par Netmarble pour les plates-formes mobiles sous licence de NCSoft, se déroulant 100 ans avant les événements du scénario Lineage II: Goddess of Destruction de NCSoft. Il fait partie de la série Lineage.

## Gameplay
Comme beaucoup de MMORPG, le joueur commence par créer un personnage et choisir sa race. Les races disponibles sont: Humain, Elfe, Elfe noir, Nain, Orc et dans la dernière mise à jour, le Kamael. Chaque race se spécialise plus tard dans différentes classes, telles que le guerrier, le mage et l'archer. Le joueur progresse dans le jeu en effectuant des quêtes et en tuant des foules.
Le jeu se déroule dans le même monde que Lineage II, sorti à l'origine en 2003, et propose des donjons instanciés, joueur contre joueur (PvP), des guerres de clans, des raids et une série de quêtes pour faire avancer l'histoire. Cependant, le gameplay a été spécifiquement adapté pour mieux s'adapter aux appareils mobiles par Netmarble; par exemple, les quêtes sont automatisées, le personnage les exécutant automatiquement et même tuant les ennemis seul après avoir sélectionné une quête. 

## Développement
Développé par Netmarble en Corée du Sud, le jeu est sorti pour la première fois en Corée du Sud le 14 novembre 2016. Il a été lancé dans les pays occidentaux le 15 novembre 2017. Le jeu devait sortir au Japon au troisième trimestre de 2017, suivi de la Chine au quatrième. 